# Edmund Sheffield (1er comte de Mulgrave)
Edmund Sheffield, 1er comte de Mulgrave, 3e baron Sheffield, (c. 1564-1646) est un pair britannique et député, qui est Lord Lieutenant du Yorkshire de 1603 à 1619 et vice-amiral de Yorkshire de 1604 à 1646. Il est créé comte de Mulgrave en 1626. 
Il est le fils de John Sheffield, 2e baron Sheffield et de Douglas Howard, et le petit-fils de Sir Edmund Sheffield. Son grand-père, cousin germain d'Henri VIII, est élevé à la pairie en 1547 en tant que baron Sheffield de Butterwick et en 1549, assassiné dans les rues de Norwich lors de la rébellion de Kett. 
Il épouse Ursula Tyrwhitt, dont il a au moins une fille, Mary Sheffield, et se remarie à Mariana Irwin. 
Son petit-fils lui succède, probablement via sa deuxième femme, Mariana Irwin, Edmund Sheffield (2e comte de Mulgrave). 